# Kloster Lindow

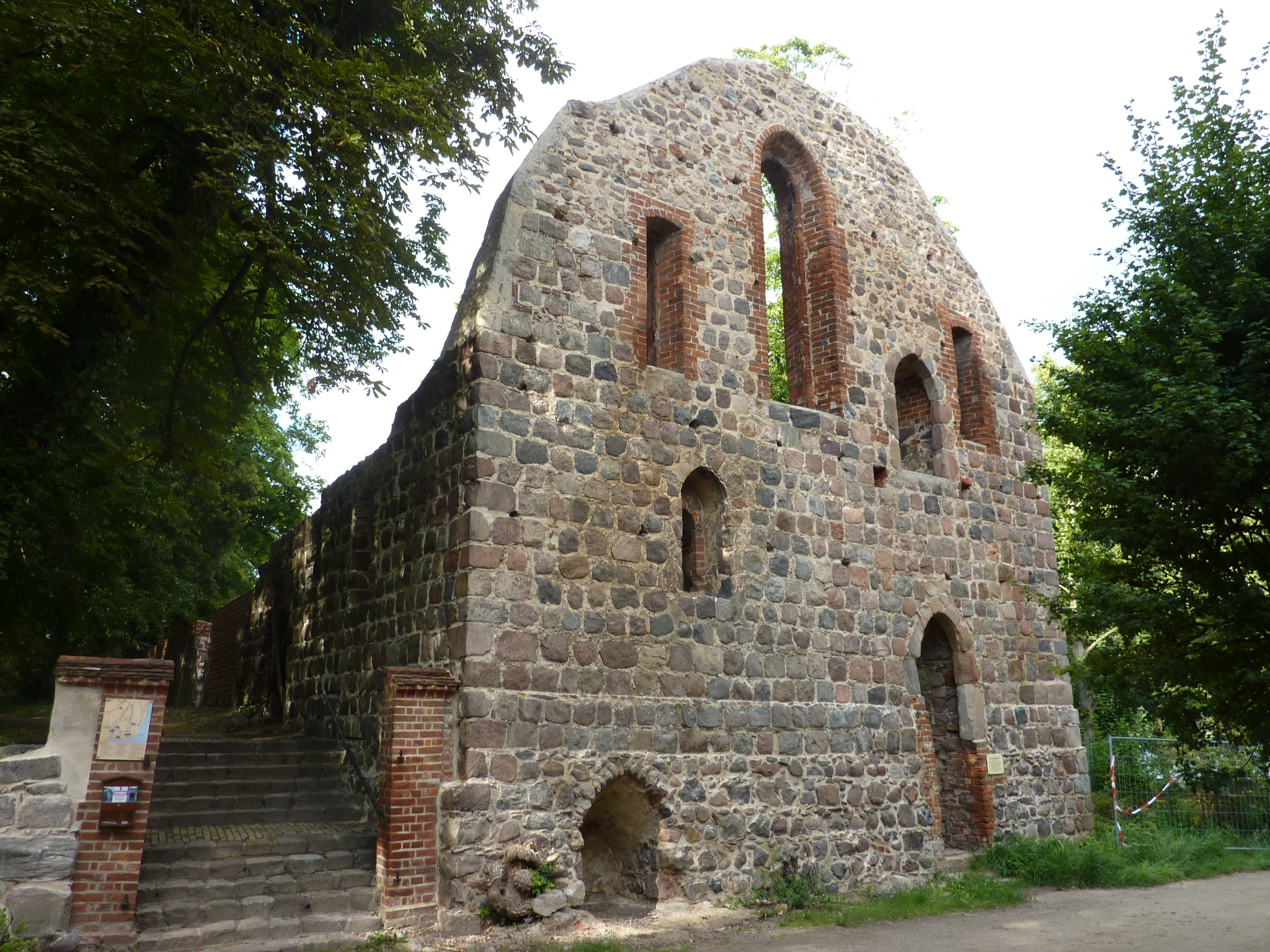
Südseite eines Konventsgebäudes

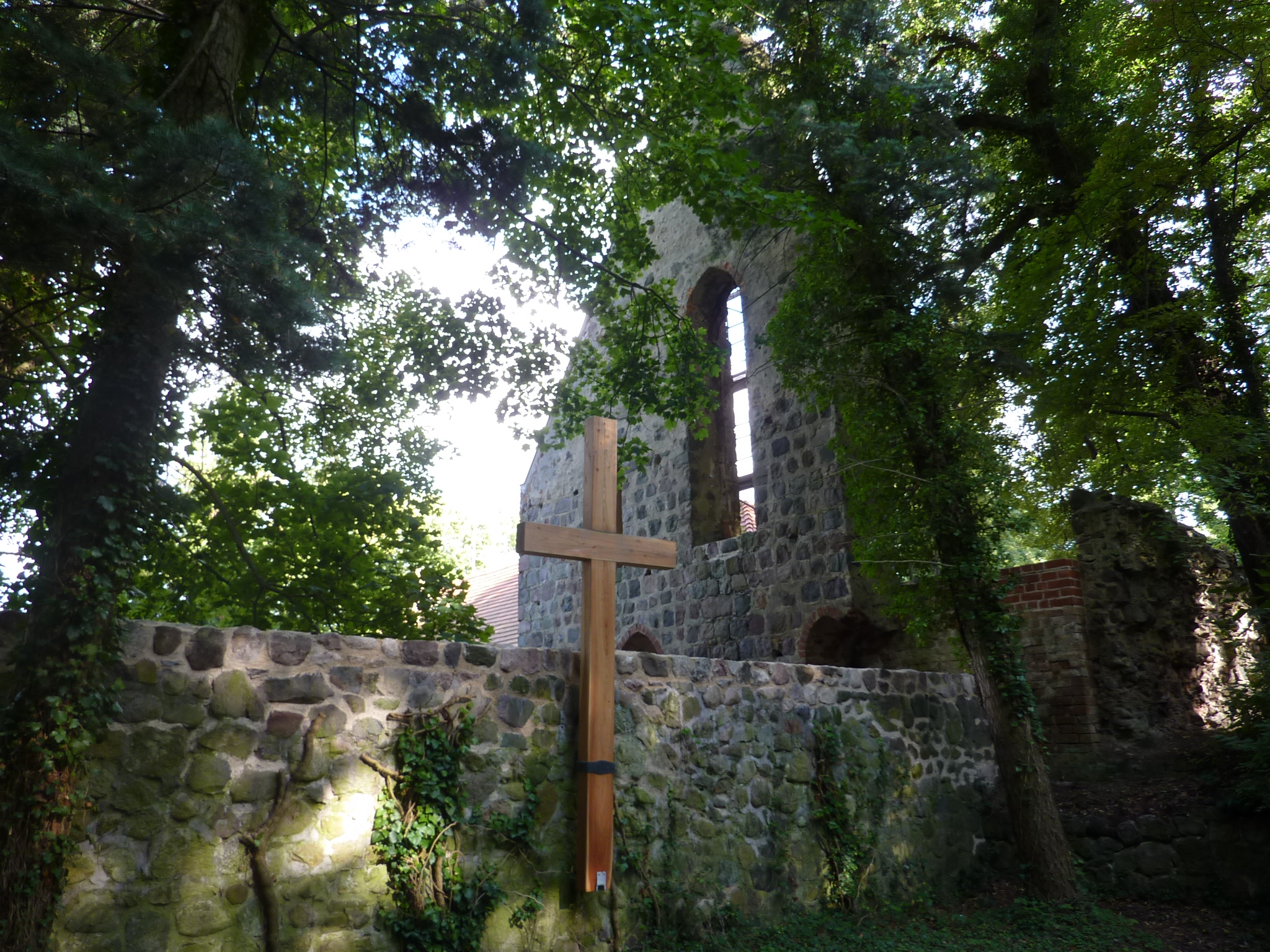
Kreuz am Standort des ehemaligen Hochaltars der Klosterkirche. Im Hintergrund Konventsgebäude

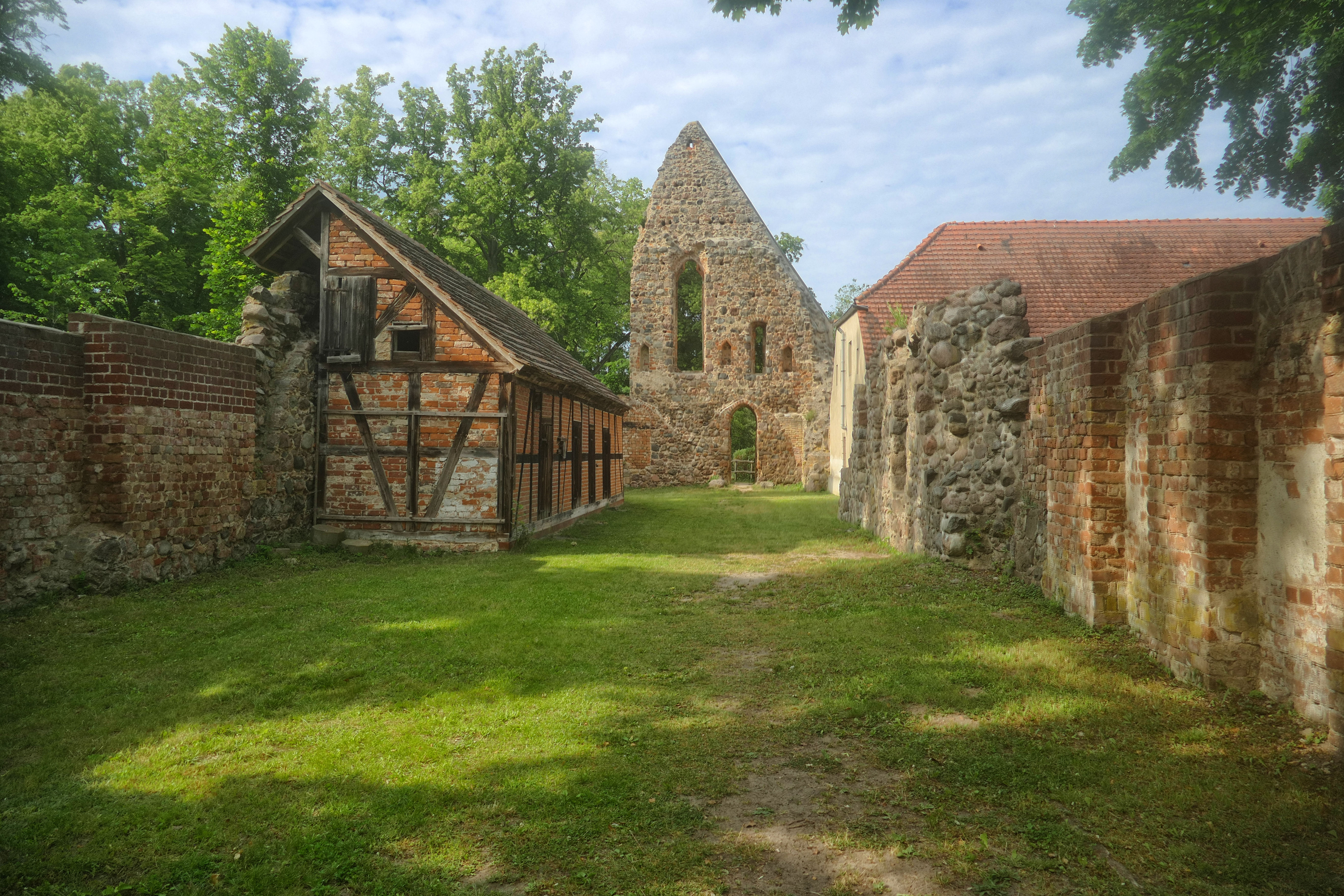
Blick nach Norden

Kloster Lindow liegt am Wutzsee in der Stadt Lindow (Mark), im Landkreis Ostprignitz-Ruppin in Brandenburg.

## Geschichte
Die Gründung des Klosters war um 1230 als Zisterzienserinnenkloster durch die Grafen von Arnstein als Besitzer der Herrschaft Ruppin, deren Hauskloster Lindow wurde. Mit dem Tod des letzten Grafen von Lindow-Ruppin fiel das Kloster 1524 an die Mark Brandenburg. Zu dieser Zeit gehörte es zu den reichsten Klöstern der Mark, zu seinen Besitzungen gehörten 90.000 Morgen Land, 18 Dörfer, 20 wüste Feldmarken, neun Wassermühlen, mehrere Fischteiche und Seen, unter anderem der Große Stechlinsee. Die Quellenlage zur Historie gilt als allgemein gering, nachweislich hat aber der Papst 1501 Lindow erwähnt. Die Papsturkunde nennt das Kloster monasterium monialium in Lindow ordinis s. Benedicti.
Nach der Reformation 1542 wurde das Kloster als evangelisches Damenstift genutzt. Während des Dreißigjährigen Kriegs zerstörten kaiserliche Truppen am 18. Oktober 1638 große Teile der Klosteranlage. Ab 1696 war Lindow eine „Hochadeliges Fräuleinstift“ zur Versorgung lediger Töchter des märkischen Adels. Allerdings lebten in dem verarmten Kloster zeitweise nur noch vier Stiftsdamen mit ihrer Domina. Das durch die Domina Ilse Margarethe von Rochow-Plessow aus eigenen Mitteln erbaute Dominat stammt aus 1752. Aus gleicher Zeit stammen auch die Statuten der Einrichtung, der Stift galt als verarmt. Frau von Rochow entschied sich nachfolgend für ein weltliches Leben und heiratete den mecklenburgischen Gutsbesitzer Moritz Henning Leopold von Oertzen-Blumenau. Aus der Zeit als Fräuleinstift stammt das 1801 erbaute Konventualinnenhaus. 1875 erfolgte die Umwandlung zum „Landesherrlichen Fräuleinstift Kloster Lindow“ unter Leitung einer Oberin. Ehrenamtlich standen Grundbesitzer aus der Mark Brandenburg der Einrichtung als Stiftshauptleute vor, so unter anderem Albert Graf von Zieten-Schwerin, nachfolgend Adolf von Kriegsheim-Barsikow. Zu seiner Zeit war Pauline von Schierstädt die Oberin. Auch der General Ferdinand von Zeuner hatte zuvor, Ende des 19. Jahrhunderts, diese Funktion inne. Der Stiftshauptmann führte die Ordination der durch Wahl bestimmten Domina durch, die im Vorfeld dem preußischen König zur Bestätigung unterbreitet wurde.    
1946 wurde aus dem „Fräuleinstift“ das „Evangelische Stift Kloster Lindow“. In den Stiftsgebäuden wurde 1947 ein Altenpflegeheim eingerichtet. Seit dem Jahr 2000 befindet sich hier das „Evangelische Seniorenheim Kloster Lindow“.

## Garten des Buches
Der Garten des Buches ist ein jüdisch-christlich-muslimischer Lehr- und Schaugarten im Kloster Lindow. Er wurde im Auftrag des Klosterstiftes angelegt und zeigt etwa siebzig Pflanzenarten aus Tanach, Bibel und Koran. Er ist am 26. Juni 2019 von Martina Münch eröffnet worden.

### Konzept
Der multireligiöse Ansatz dient dazu, besonders Gemeinsamkeiten und Verbindungen zwischen den abrahamitischen Religionen und Kulturen zu entdecken und dadurch Vorurteile abzubauen. Dem Konzept innerhalb der touristischen Gartenanlagen liegt der Gedanke der abrahamitischen Wurzel von Judentum, Christentum und Islam zugrunde. Als Bezeichnung für den Garten wurde deshalb das „Buch“ gewählt. Gemeint ist die jeweils Heilige Schrift Tanach, Bibel und Koran. Als Verbindungselement zwischen den Religionen sind Pflanzen gewählt worden.

### Gartenanlage
Im Zentrum steht ein begehbares Labyrinth, welches sich an das Labyrinth von Chartres anlehnt. Der Weg des Betrachters deutet das Abschreiten des Lebensweges. Der Ausweg aus dem Labyrinth führt zu einem dreifach veredelten Apfelbaum.

### Barrierefreiheit
Die Anlage des Gartens ist auf Menschen mit Bewegungseinschränkungen ausgerichtet, Beschilderungen sind in Brailleschrift und mit Pflanzenrelief ausgeführt.

## Kloster Lindow in der Literatur
Kloster Lindow wird in Theodor Fontanes Wanderungen durch die Mark Brandenburg und Vor dem Sturm  erwähnt. Es diente zudem als Vorbild für das Kloster Wutz in Fontanes Roman Der Stechlin, wobei das Klosterleben auch von Kloster Dobbertin inspiriert wurde.

## Galerie

Kloster Lindow
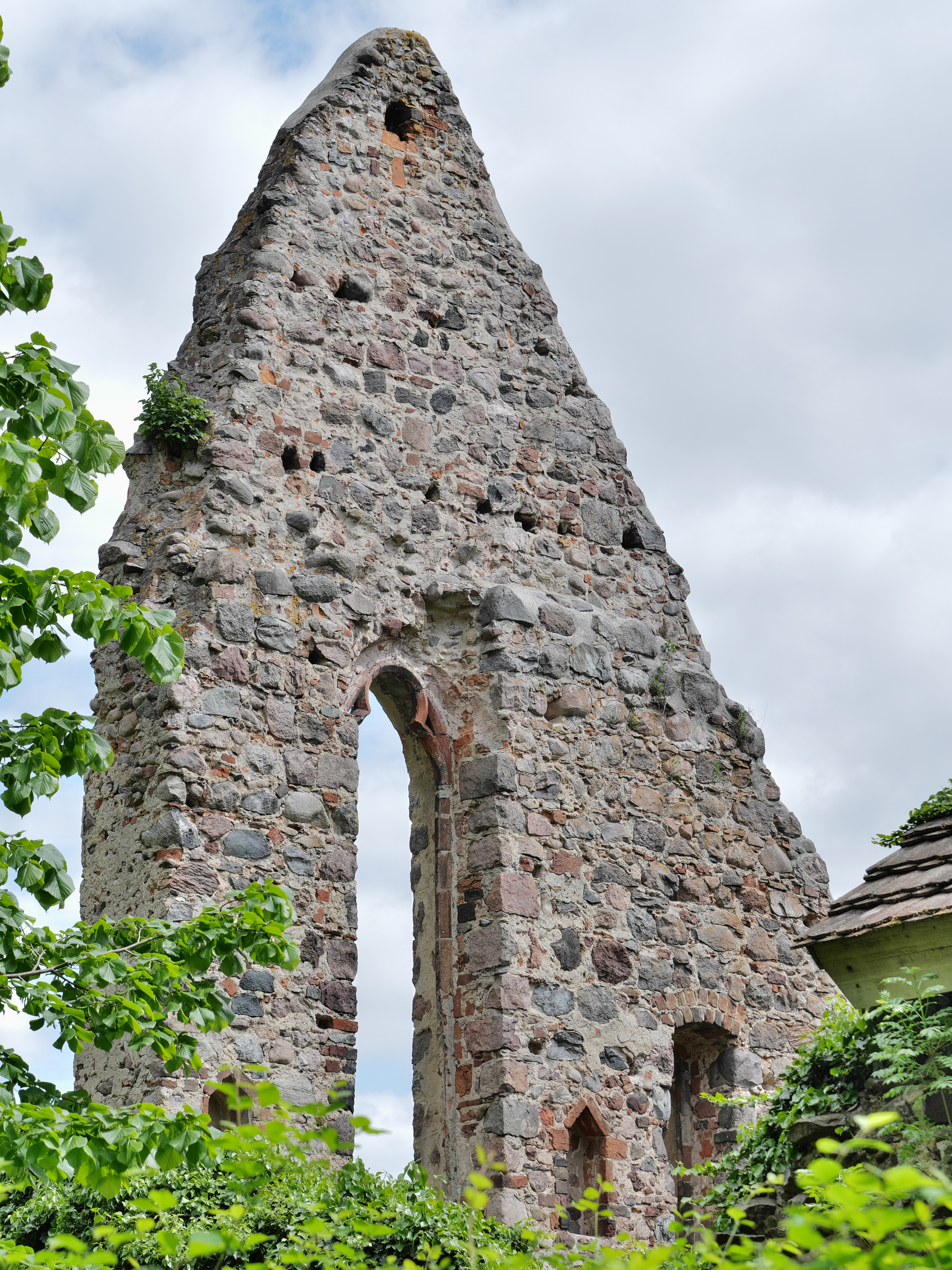
Giebelwand
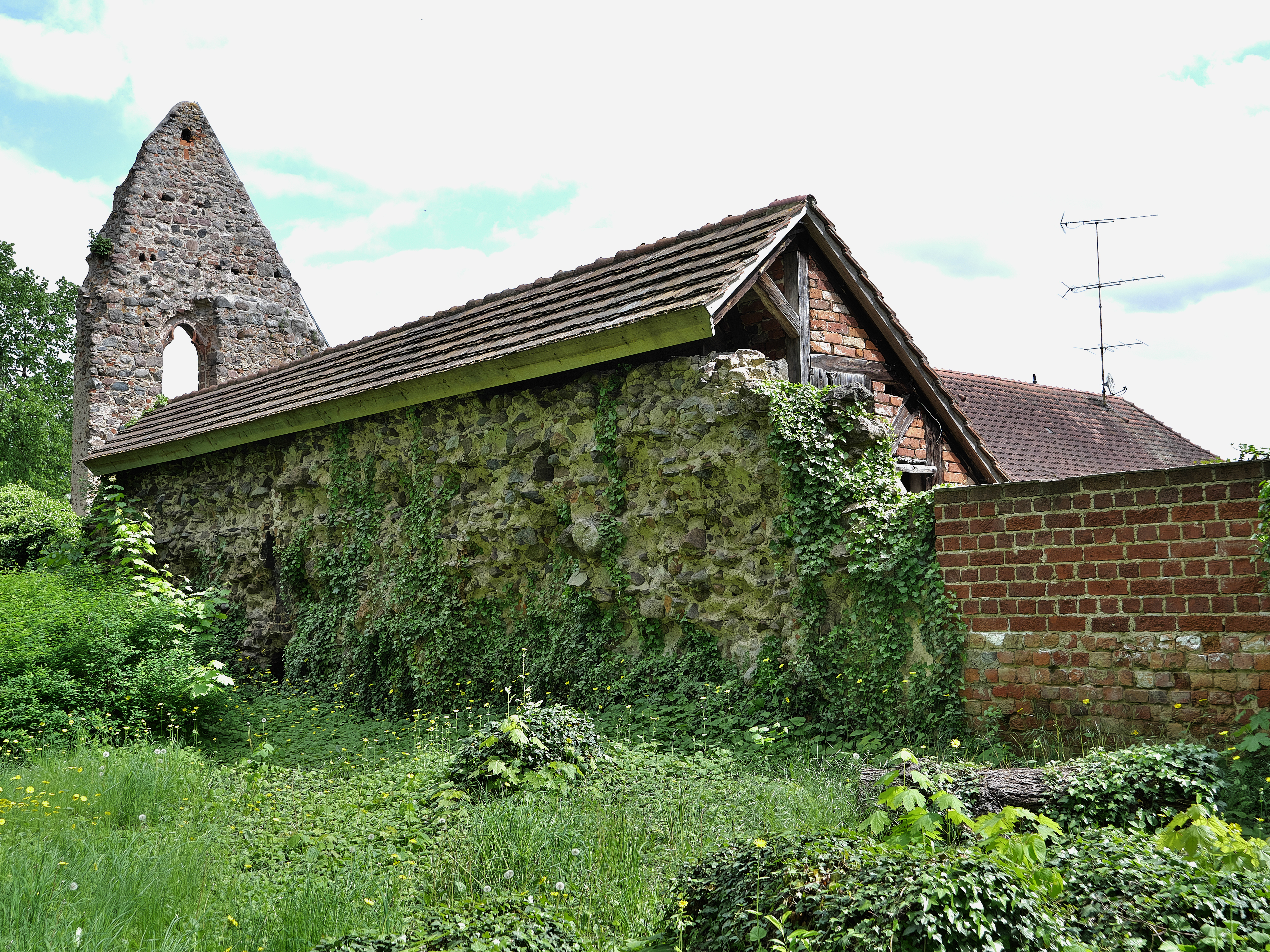
Klosterruine
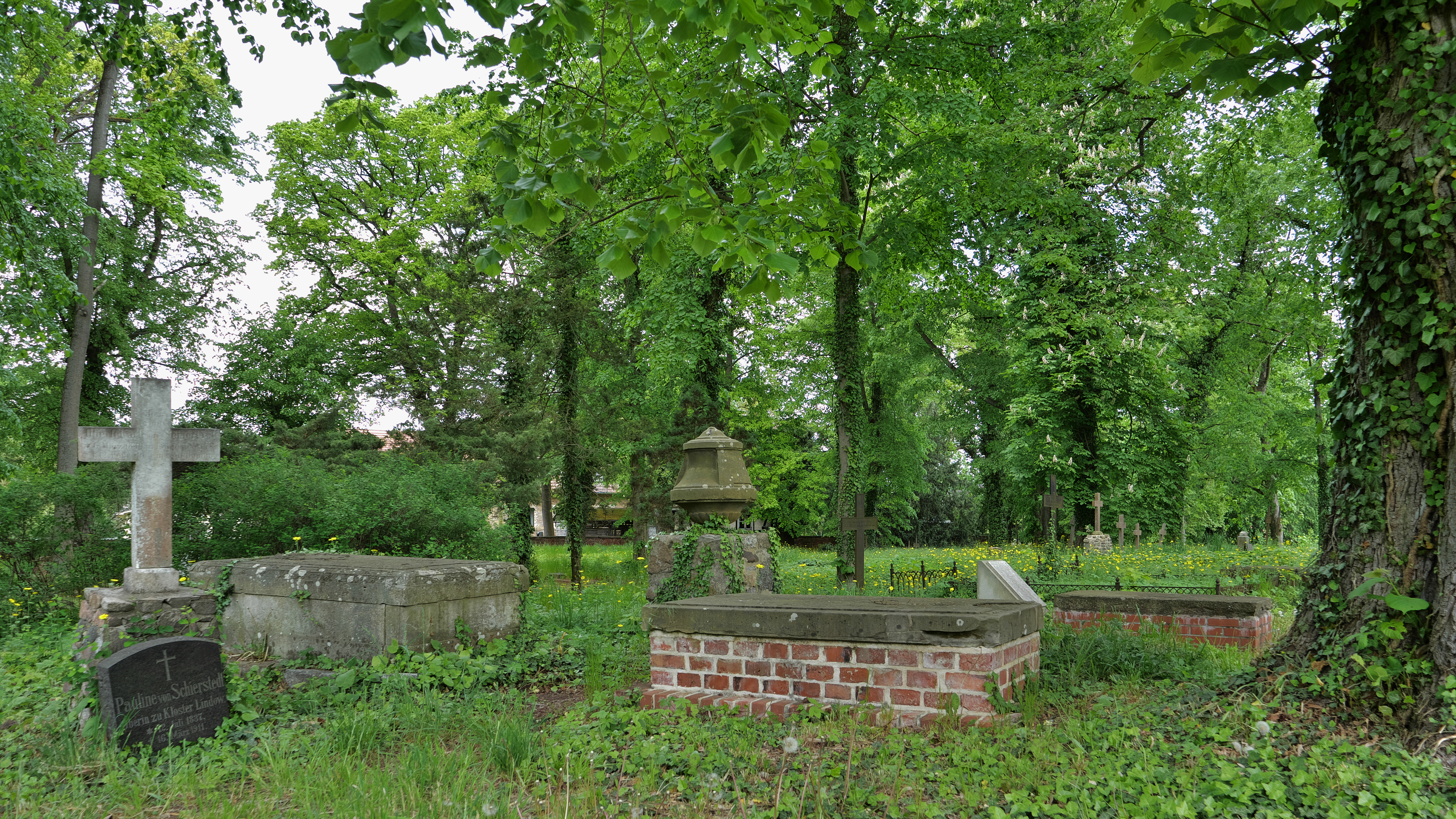
Friedhof